# Mischocyttarus superbus
Mischocyttarus superbus är en getingart som beskrevs av Richards 1940. Mischocyttarus superbus ingår i släktet Mischocyttarus och familjen getingar. Inga underarter finns listade i Catalogue of Life.